# Karl Herner
Karl Herner (auch: Carl Herner; * 23. Januar 1836 in Rendsburg; † 16. Juli 1906 in Hannover) war ein deutscher Geiger, Repetitor, Musikdirektor königlicher Kapellmeister sowie Komponist.

## Leben
Karl Herner studierte in den Jahren von 1852 bis 1855 in Prag am dortigen Konservatorium das Fach Musik, vor allem für die Violine und das Klavier. Daneben war er zeitweilig Schüler von Joseph Joachim.
Herner trat als Musiker in Orchestern in Hamburg, Kiel, Kopenhagen, Brüssel und Braunschweig auf, bevor er ab 1858 in Hannover wirkte.
In Hannover trat Karl Herner unter anderem als Mitglied des ersten von Joseph Joachim geleiteten Quartetts vor allem mit Werken von Johann Sebastian Bach und Woldemar Bargiel in Erscheinung. Zudem begleitete er als Pianist den belgischen Geiger und Komponisten Henri Vieuxtemps sowie die italienische Opernsängerin Carlotta Patti auf ihren Tourneen durch Europa.
Noch zur Zeit des Königreichs Hannover wurde Karl Herner 1864 Mitglied des in der Residenzstadt beheimateten Hannoverschen Künstlervereins.
Ebenfalls in Hannover wurde am 27. Juli 1866 Herners Sohn Julius Herner geboren.
Nachdem Herner am hannoverschen Hoftheater zunächst als Repetitor tätig gewesen war, wurde er 1869 zum Chordirektor ernannt, 1877 dann zum Musikdirektor. Ab 1887 arbeitete Herner in Hannover schließlich mit dem Titel Kapellmeister, bevor er im Jahr 1900 in Pension ging.
Neben seinen Leitungsaufgaben trat Herner auch als Komponist hervor, vor allem mit Liedern und Chorliedern sowie Orchesterwerke wie für das Ballett „Das Hexenfest“, Rezitative für Carl Maria von Webers Oberon sowie Ouvertüren zu den Opern Schön Rottraut und Jussuff und Suleika.
Karl Herner starb 1906 in Hannover. Sein Grabmal findet sich auf dem dortigen Stadtfriedhof Engesohde in der Abteilung 30, Grabnummer 1253–1254.